# Josiah Royce
Josiah Royce (Grass Valley, California, 20 november 1855 - 14 september 1916) was een Amerikaans idealistisch en pragmatisch filosoof en historicus.

## Biografie
Royce werd geboren in Grass Valley, California op 20 november 1855, vlak na de Californische goldrush. Hij verkreeg zijn Bachelor aan de Universiteit van Californië - Berkeley in 1875, waar hij ook een baan aannam en er Engelse literatuur en retorica gaf. Na een tijd te hebben gespendeerd in Duitsland, waar hij een grote bewonderaar werd van Hermann Lotze, verkreeg hij een doctoraat in de filosofie van de Johns Hopkins-universiteit. Hij gaf zo ook les in de geschiedenis van het Duitse denken. Daarna gaf hij ook filosofie, eerst aan de universiteit van California en vanaf 1882 tot aan zijn dood aan de Harvard-universiteit. Deze posten had hij onder meer te danken aan William James, een naaste vriend en filosoof.
Royce viel sterk op tussen de Amerikaanse filosofen omdat hij een van de weinigen was die veel aandacht besteedde aan de geschiedenis, voornamelijk van de Verenigde Staten zelf. Zijn eerste jaren aan Harvard gaf hij verscheidene vakken zoals forensisch onderzoek, psychologie en filosofie. Hij kreeg uiteindelijk in 1892 de positie van professor aangeboden. Tijdens deze periode leed hij aan depressies en moest hij een tijd zijn baan neerleggen. Het is vooral tijdens deze periode dat hij het meeste van zijn historische werken schreef.

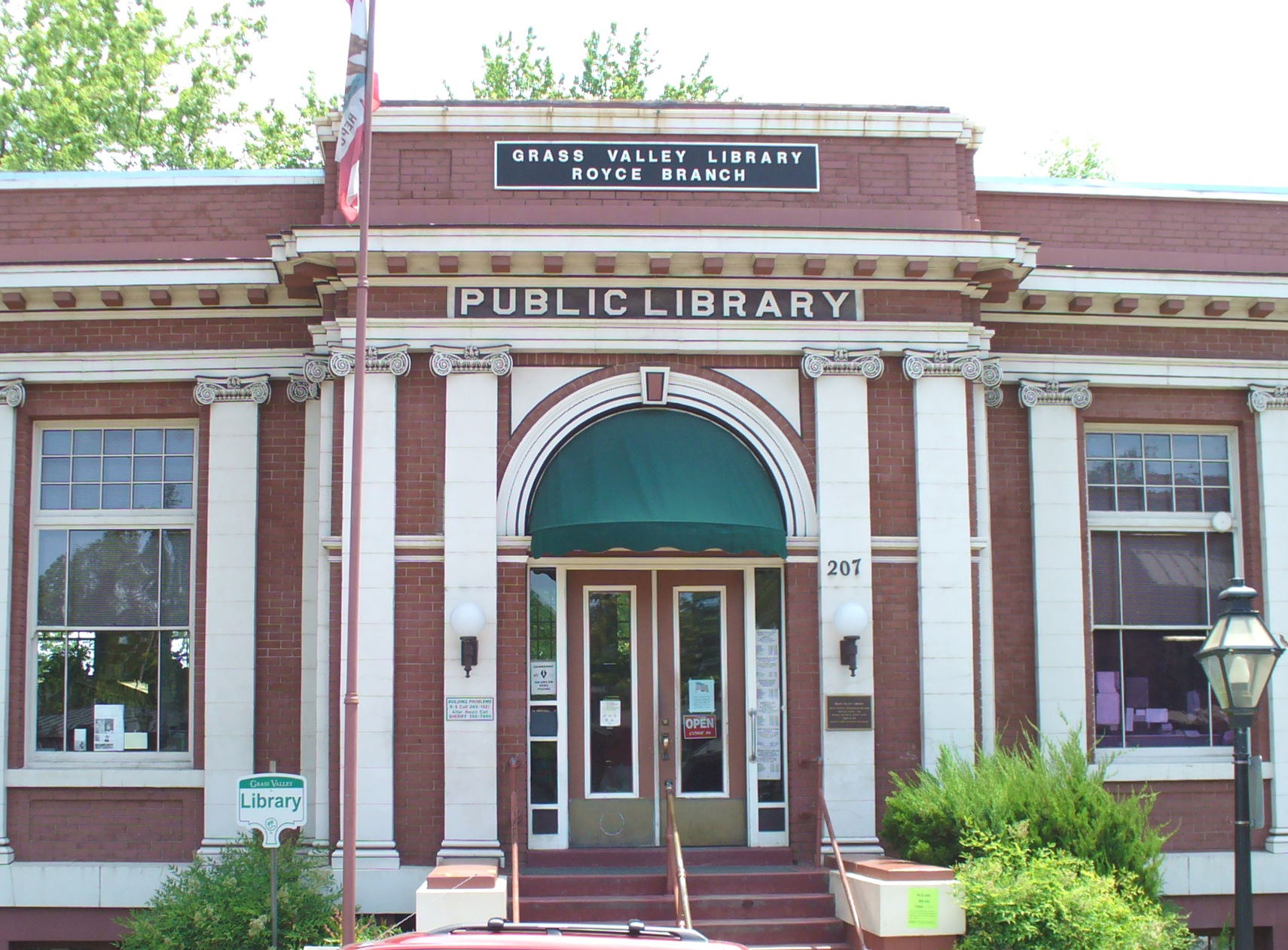
Grass Valley Library Royce Branch

In 1883 werd hij benaderd door een uitgeverij om een geschiedenis van de staat Californië te schrijven. Royce ging hier op in, maar zag het wel niet als zijn hoofdbezigheid, maar eerder als een opvulling van zijn vrije tijd. Royce spendeerde veel tijd aan de geschiedschrijving van Californië, zelfs zoveel dat hij ook verscheidene romans begon te schrijven die zich in deze staat afspeelden, waarin hij ook zijn filosofische ideeën verwerkte. In 1891 kwam zijn geschiedschrijving tot een einde, maar tegen die tijd had hij al verscheidene romans geschreven.

## Filosofie
Royces belangrijkste werken zijn The World and the Individual (1899-1901) en The Problem of Christianity (1913), beide gebaseerd op lezingen, respectievelijk de Gifford Lectures en Hibbert Lectures. De kern van Royces idealistische filosofie was zijn stelling dat de ogenschijnlijke externe wereld enkel reëel bestaan kent door een toeschouwend subject. Hij probeerde deze stelling plausibel te maken in zijn beide hoofdwerken, waar hij er verscheidene argumenten voor ontwikkelde. Hij zou deze stelling nooit opgeven, hoewel zijn latere werken meer gericht zijn op een sociale filosofie.

Twee figuren die een sterke invloed hebben uitgeoefend op het denken van Royce waren Charles Sanders Peirce en William James, twee kopstukken van het Amerikaans pragmatisme. Men kan zelfs stellen dat het werk van Peirce haar bekendheid dankt aan Royce gebruik van zijn filosofie in zijn colleges en werken. Peirce heeft daarnaast ook een review geschreven van Royces The Religious Aspect of Philosophy (1885).
Ook zijn logica, filosofie van de logica en filosofie van de wiskunde waren beïnvloed door Charles Sanders Peirce, maar ook door Alfred Bray Kempe. Belangrijke studenten van Royce waren Clarence Irving Lewis, pragmatist en pionier in de modale logica, Edward Vermilye Huntington, de eerste die de booleaanse algebra axiomatiseerde en Henry M. Scheffer. Veel van Royces geschriften rond logica en wiskunde hebben veel weg van Bertrand Russell meer bekende Principia Mathematica.
In de laatste decennia heeft Royce opvallend minder aandacht gekregen dan zijn mede klassieke Amerikaanse filosofen zoals Peirce, John Dewey, James en George Santayana. Filosofen waarop Royce een sterke invloed heeft geleverd zijn Brand Blanshard en Timothy Sprigge.